# Labus clypeatus
Labus clypeatus är en stekelart som beskrevs av Vecht 1935. Labus clypeatus ingår i släktet Labus och familjen Eumenidae. Inga underarter finns listade i Catalogue of Life.